# Bergakademie Berlin
Die Bergakademie Berlin war eine 1770 unter Friedrich II. gegründete Bergakademie. Sie wurde mit dem Publikandum vom 16. Dezember 1808 in die Sektion für Bergbau, genauer in die „Abtheilung für den Bergbau, die Münze, Salzfabrikation und Porzellainmanufaktur“ des Innenministeriums überführt bzw. dieser untergeordnet. Als Begründer gilt der Geologe Carl Abraham Gerhard.
Der preußische König Friedrich II. erließ die Kabinettsorder, „daß nicht allein die Mineralogie .. sondern auch .. die Bergrechte gehörig dociret werden“. So sollten die für Preußen wichtigen Rohstoffe und deren Abbau in den Händen von Fachleuten aus dem eigenen Land bleiben. 
1809 wurde die Bergakademie der neuen Behörde für Bergbau etc. unterstellt. Per Regierungsdekret gehörte das „Mineralogische Kabinett“ ab 1810 zur neuen Friedrich-Wilhelms-Universität, 1814 als „Mineralogisches Museum“ im Universitätskomplex „Unter den Linden“ untergebracht. Die Sektion für Bergbau bzw. die Bergakademie blieb aber Besitzerin. In der Folgezeit waren die Direktoren gleichzeitig Dozenten der Bergakademie und der Universität.
Am 1. September 1860 wurde die Bergakademie auf Betreiben des Ober-Berghauptmanns Otto Ludwig Krug von Nidda durch Wilhelm I., damals noch Prinzregent, als Hochschule mit zunächst 44 Studierenden neu gegründet und als Sitz die sogenannte Alte Börse am Lustgarten bestimmt. Ihr wurde auch die ca. 30.000 Bände umfassende Ministerial-Bergwerksbibliothek zugeschlagen. Zu Beginn fungierte die Akademie als Ergänzungsinstitut zur Universität. Sie nahm den Lehrbetrieb am 22. Oktober 1860 mit 44 Studierenden auf. Erster Direktor wurde Heinrich Lottner. 
Zu dieser Zeit sah der Lehrplan Veranstaltungen in folgenden Fächern vor:
Bergbaukunde, Salinenkunde, Allgemeine Hüttenkunde, Eisenhüttenkunde, Mechanik, Maschinenlehre, Markscheide- und Meßkunst, Zeichnen und Konstruieren, Repetitorien und Kolloquien über Mineralogie und Geognosie und über mathematische Disziplinen und Bergrecht; dazu praktischer Unterricht im Laboratorium, Lötrohrprobierkunst und in der Mineralanalyse.
Am 28. April 1868 eröffnete das „mit der Königlichen Berg-Akademie verbundene Museum für Bergbau und Hüttenwesen auf dem Grundstück der Königlichen Eisengiesserei vor dem neuen Thore“ in Berlin.
1873 wurde die Bergakademie mit der neugegründeten Preußischen Geologischen Landesanstalt zu einer organisatorischen Einheit unter der Leitung von Wilhelm Hauchecorne, dem Nachfolger Lottners, verschmolzen. Während die Landesanstalt die planmäßige Vermessung Preußens zum Auftrag hatte, übernahm die Bergakademie die Ausbildung.
1907 wurde die Bergakademie wieder ausgegliedert und selbständig. Am 1. Oktober 1916 wurde die Bergakademie Berlin der Königlichen Technischen Hochschule Charlottenburg als Abteilung für Bergbau angegliedert.